# Рылова, Тамара Николаевна
Тама́ра Никола́евна Ры́лова (1 октября 1932 года, Кобелево, Вологодская область — 30 января 2021 года, Санкт-Петербург) — советская конькобежка, бронзовая призёр зимних Олимпийских игр 1960 года, чемпионка мира и 6-кратная призёр чемпионатов мира, 4-кратная рекордсменка мира и 4-кратная рекордсменка СССР, 4-кратная чемпионка СССР в многоборье. Заслуженный мастер спорта СССР (1959).

## Биография
Тамара родилась в семье крестьянина в деревне Кобелево. Уже с 6 лет она тайком брала у старших братьев коньки и уходила кататься на речку, после чего ей часто доставалось от них. Она хотела играть с мальчишками в хоккей, но у девочки были только "снегурки", прочно привязанные верёвкой к валенкам, играть на которых в хоккей было невозможно. Соседские мальчишки решительно не брали ни в какую команду. Разве лишь иногда доверяли ей роль вратаря.
Все школьные годы зимой Тамара ежедневно находила время покататься на коньках, сначала на речке Кушта, а потом на катках Вологды, куда переехали жить её родители. В 1949 году в возрасте 16 лет её, гоняющую консервную банку на льду реки в толпе мальчишек, заметил председатель горспорткомитета И. С. Соколов и пригласил в конькобежную секцию. Она попала к тренеру Михаилу Кузьмичу и тренировалась первое время на стадионе «Динамо».
После долгих тренировок улучшались результаты и уже в 1950 году Тамара стала чемпионкой и рекордсменкой области на всех дистанциях среди девушек и женщин. Она окончила школу и в 1952 году стала тренироваться у Ивана Яковлевича Аниканова. В том же году она впервые участвовала на чемпионате СССР, а уже в 1953 году на Универсиаде в Вене выиграла многоборье. В 1954 году выполнила норматив Мастер спорта СССР, попала в состав сборной и участвовала на чемпионате мира в классическом многоборье в Эстерсунде, где заняла 8-е место. Следом стала бронзовым призёром чемпионата СССР в многоборье.
В 1955 году она переехала в Ленинград, упорно тренировалась в сборной страны, и в январе в Алма-Ате, на Медео, установила мировые рекорды на дистанциях 500 и 1000 м, а 22 января завоевала звание абсолютной чемпионки СССР с новым мировым рекордом в сумме многоборья. В феврале выиграла впервые серебряную медаль на чемпионате мира в классическом многоборье в Куопио. Через год стала бронзовым призёром на чемпионате мира в Кварнсведене.
В 1957 году Тамара Рылова поднялась на 2-е место на чемпионате мира в Иматре и выиграла чемпионат СССР в многоборье. Ещё через год вновь стала 2-й на чемпионате мира в Кристинехамне. В 1959 году в третий раз стала чемпионкой СССР и впервые завоевала золотую медаль на чемпионате мира в Свердловске. В том же году она получила звание Заслуженный мастер спорта СССР.
В 1960 году в очередной раз выиграла чемпионат страны, следом заняла 2-е место на чемпионате мира в Эстерсунде и на зимних Олимпийских играх в Скво-Вэлли завоевала бронзовую медаль в забеге на 1000 м. На дистанции 500 м финишировала 4-е место, а на 3000 м стала 9-й. С 1961 года её результаты стали падать и Рылова участвовала только на всесоюзных соревнованиях, однако после трёх лет нестабильности в 1964 году она выиграла бронзу на чемпионате мира в Кристинехамне и на чемпионате СССР. Тамара выступала ещё до 1967 года, после чего завершила карьеру спортсменки.

## Личная жизнь
В 1964 году окончила Институт физической культуры им. П. Ф. Лесгафта, работала на кафедре физического воспитания Ленинградского государственного университета.
Умерла 30 января 2021 года в Санкт-Петербурге. Похоронена на Горбачевском кладбище в Вологде.

## Награды
- Орден «Знак Почёта» (16.09.1960) — за успешные выступления в XVII летних и VIII зимних Олимпийских играх 1960 года, а также за выдающиеся спортивные достижения[8]
- Медаль «За трудовую доблесть» (27.04.1957) — «за успехи, достигнутые в деле развития массового физкультурного движения в стране, повышения мастерства советских спортсменов, и успешное выступление на международных соревнованиях»